# Farní sbor Českobratrské církve evangelické v Litoměřicích
Farní sbor Českobratrské církve evangelické v Litoměřicích je sborem Českobratrské církve evangelické v Litoměřicích. Sbor spadá pod Ústecký seniorát. Byl založen roku 1947.
Dlouholetým farářem sboru byl disident a senátor Zdeněk Bárta. V budově sboru v Rooseveltově ulici v revolučních dnech na sklonku roku 1989 sídlilo litoměřické Občanské fórum. Zdeněk Bárta byl spoluzakladatelem litoměřického střediska Diakonie Českobratrské církve evangelické, jejíž vedení sídlí v budově sboru a s níž sbor úzce spolupracuje.
Sborovým farářem je od roku 2023 Benjamin Roll, kurátorkou sboru je Zuzana Vladíková.

## Faráři sboru
- Vlastimil Sláma (1949–1971)
- Miroslav Pechar (1974–1986)
- Zdeněk Bárta (1992–2000)
- Rut Brodská (2004–2010)
- Zdeněk Bárta (2011–2017)
- Jiří Šamšula (2017–2023)